# Aurora Pavlovna Demidova
Princesa y Condesa Aurora Pavlovna Demidova (Kiev, Imperio ruso, 2 de noviembre de 1873-Turín, Reino de Italia, 28 de junio de 1904) fue una noble rusa miembro de la poderosa familia Demidov.

## Biografía
Era la hija de Pavel Pavlovich Demidov, II Príncipe de San Donato, y de su segunda esposa, la princesa Elena Petrovna Troubetzkaya. Su padre era hijo del conde ruso Pavel Nikolaievich Demidov y de la filántropa de origen sueco-fines Aurora Stjernvall. Por otro lado, su madre era hija del príncipe Peter Nikitavich Troubetzkoy y de la princesa Elisabeth Belosselsky-Belozersky.
El 1 de mayo de 1892 la princesa Aurora contrajo matrimonio en Helsingfors con el príncipe Arsenio Karađorđević, hijo de Alejandro Karađorđević, Príncipe de Serbia, y de su esposa, Persida Nenadović. La pareja tuvo un único hijo: el príncipe Pablo Karađorđević (1893-1976), quién actuó como regente de Yugoslavia entre 1934 y 1941. Contrajo matrimonio en 1923 con la princesa Olga de Grecia y Dinamarca y tuvo descendencia (los príncipe Alexander, Nikola y Elizabeth).
La pareja se divorció en 1896 y Aurora contrajo segundas nupcias en 4 de noviembre de 1897 en Génova, Italia con el conde palatino Nicola Giovanni Maria di Noghera, con quien tuvo una hija: Helena Aurora di Noghera (22 de mayo de 1898-12 de octubre de 1967). 
La princesa Aurora falleció en Turín, Italia, el 28 de junio de 1904, con tan solo 30 años de edad.